# Marcus Gheeraerts el Viejo

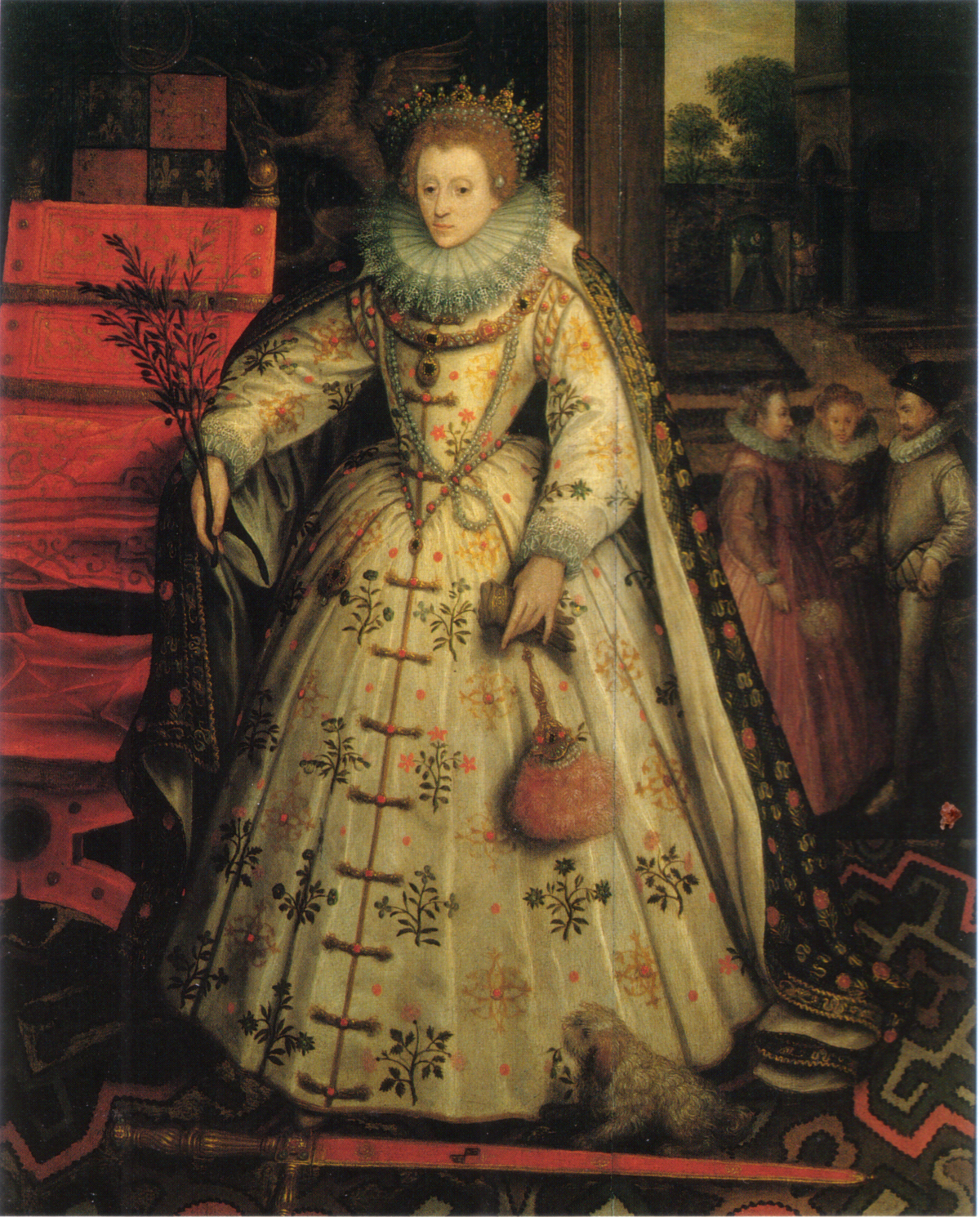
Retrato de Isabel I de Inglaterra.

Marcus Gheeraerts el Viejo, Marc Gerard y Marcus Garret  (c. 1520 - c. 1590) fue un pintor, dibujante, grabador y grabador flamenco que estuvo activo en su Flandes natal y en Inglaterra. Practicó en muchos géneros, incluidos retratos, pinturas religiosas, paisajes y temas arquitectónicos.  Realizó diseños heráldicos y decoraciones para tumbas. Es conocido por la creación de un grabado que representa un mapa de su ciudad natal, Brujas, y por las ilustraciones de una publicación en neerlandés que narraba historias de las Fábulas de Esopo. Su atención al detalle naturalista y su práctica de dibujar animales del natural para sus grabados tuvieron una importante influencia en la ilustración de libros europeos. Su hijo Marco el Joven se convirtió en un destacado pintor de la corte inglesa.

## Vida
Marcus Gheeraerts el Viejo nació en Brujas, Flandes, como hijo de Egbert Gheeraerts y su esposa Antonine Vander Weerde. Egbert Gheeraerts era un pintor que se había mudado de un lugar desconocido a Brujas. Algunos estudiosos creen que el patronímico de Gheeraerts indica que probablemente provino del norte de los Países Bajos. Su esposa Antonine, por otro lado, era natural de Brujas. Egbert se convirtió en maestro del Gremio de San Lucas de Brujas el 20 de enero de 1516.

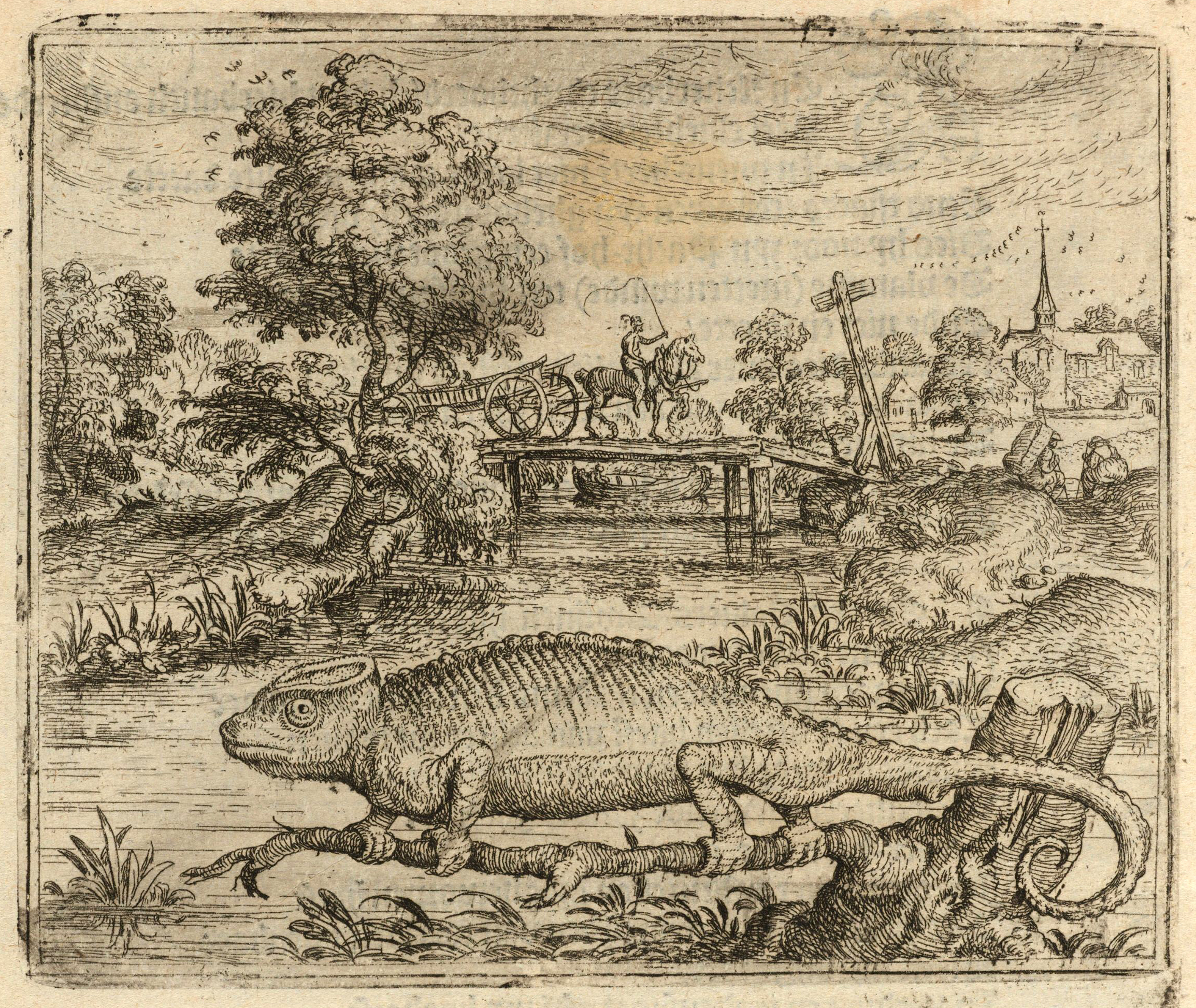
La naturaleza del adulador tiene un color animal, de De warachtighe fabulen der dieren, Brujas 1567

No se conoce la fecha exacta de nacimiento de Marcus Gheeraerts. A partir de fuentes de archivo sobre la vida de su padre, se puede deducir que nació entre 1516 y 1521. Poco después de la muerte de su marido, la madre de Marcus se volvió a casar con Simon Pieters, que también era pintor y probablemente nativo de los Países Bajos del Norte. La pareja tuvo seis hijos con los que Marcus se crio. Esto explica que a veces se le llame Marcus Pieters. Tras la muerte de su padrastro Simon Pieters a principios de 1557, Marcus Gheeraerts se convirtió en el tutor de sus hermanastros. La madre de Marcus murió el 8 de agosto de 1580.

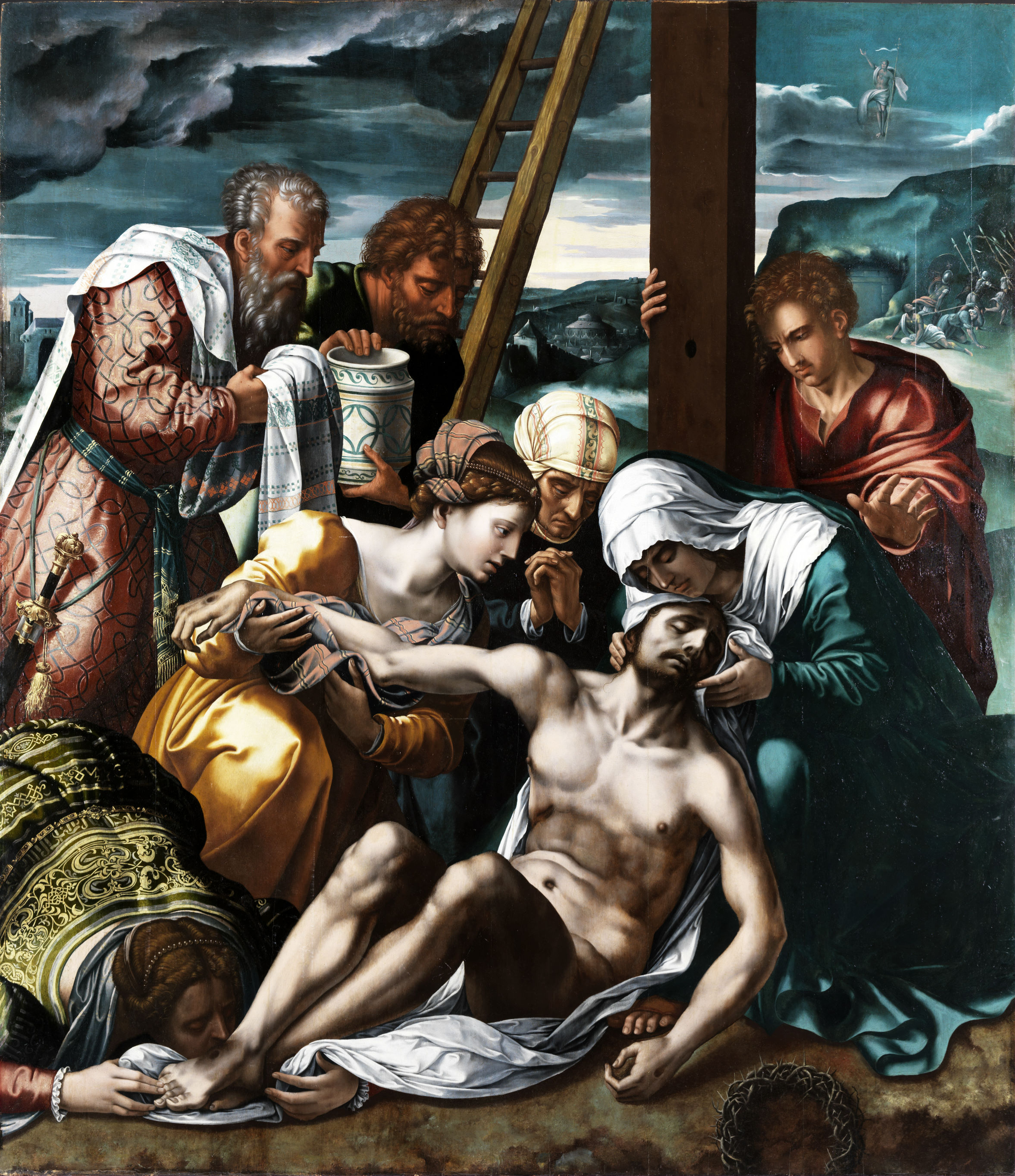
El lamento de Cristo

No se conoce al maestro o maestros de Marcus Gheeraerts. El candidato más obvio es su padrastro Simon Pieters. Los historiadores del arte creen que comenzó su formación con Simon Pieters y que posteriormente trabajó en el taller de su tutor Albert Cornelis. Se especula que pudo tener otros maestros, pero no hay acuerdo sobre su identidad. Probablemente se formó fuera de Brujas para aprender el oficio de grabador, que en general no se practicaba a un alto nivel en Brujas.
No hay información sobre Gheeraerts en los registros del gremio de Sint-Lucas en Brujas para el periodo de 1522 a 1549. Esta ausencia se ha interpretado como una indicación de que abandonó su ciudad natal para estudiar en Amberes o en el extranjero. A partir de 1558, varios documentos demuestran que Gheeraerts residía en Brujas. El 31 de julio de 1558, ingresa en el gremio de artesanos y guarnicioneros de Brujas como maestro pintor. Ese mismo año, fue elegido segundo miembro de la junta directiva del gremio, lo que sugiere que ya gozaba de un considerable reconocimiento profesional. De abril a septiembre de 1561, Gheeraerts fue el primer miembro de la junta.
El 3 de junio de 1558, Marcus Gheeraerts se casó con Johanna Struve. La pareja tuvo tres hijos, de los cuales dos son conocidos por su nombre, un hijo al que más tarde se denominó Marco el Joven y una hija llamada Esther. Un tercer niño murió a una edad temprana y fue enterrado en 1561.
Gheeraerts desarrolló una carrera profesional como pintor, grabador y diseñador. Estuvo activo como diseñador de motivos heráldicos. El 10 de septiembre de 1559 recibió el encargo de diseñar las tumbas de María de Borgoña y Carlos el Temerario en la iglesia de Nuestra Señora de Brujas. Dibujó los patrones de los adornos metálicos profusamente decorados, los coloridos escudos y los dos ángeles de cobre que se colocaron en los laterales de las tumbas. En 1561, Marcus Gheeraerts recibió el encargo de completar un tríptico de la Pasión de Cristo que había comenzado el destacado pintor Bernard van Orley. El cuadro había quedado inconcluso tras la muerte de van Orley en 1542. El tríptico, destinado originalmente a la iglesia del monasterio de Brou, cerca de Bourg-en-Bresse (departamento de Ain, Francia), que había construido Margarita de Austria, fue trasladado a Brujas tras su muerte. Gheeraerts lo completó. Posteriormente, Margarita de Parma decidió colocar el tríptico en la iglesia de Nuestra Señora de Brujas.

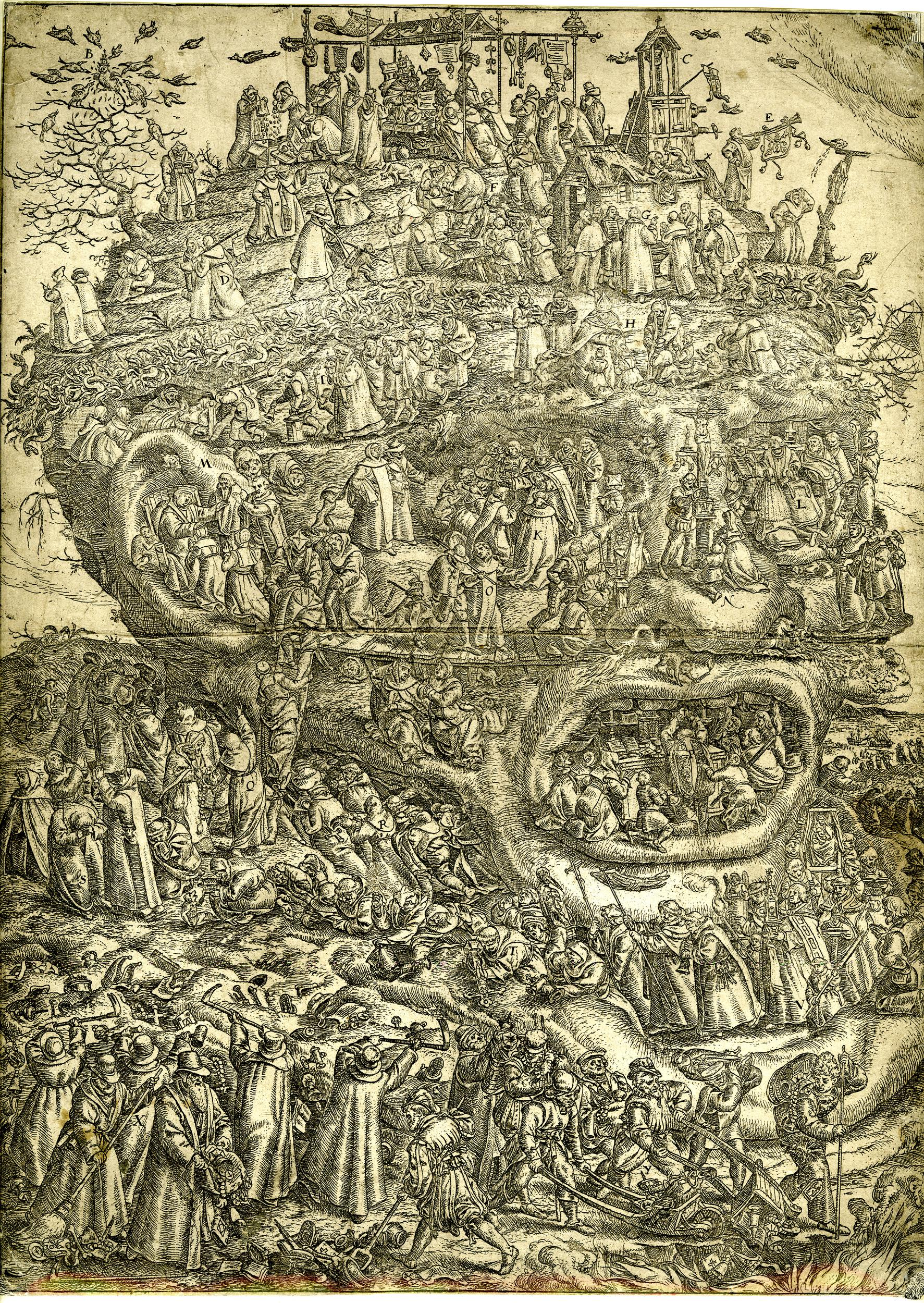
Alegoría de la Iconoclasia

Gheeraerts recibió además el encargo en 1561 de hacer una impresión que representara un mapa de su ciudad natal. Completó la obra en un año. El mapa es uno de los primeros ejemplos de un mapa urbano en perspectiva que se muestra correctamente. Es durante este periodo cuando Gheeraerts pintó probablemente el Cristo Triunfante (colección del museo Memling en el Antiguo Hospital de San Juan de Brujas).
Marcus Gheeraerts se involucró en la comunidad calvinista de Brujas y se convirtió en un líder de la comunidad eclesiástica local. Mientras que el calvinismo fue inicialmente tolerado, la persecución religiosa de los calvinistas comenzó en 1567 con la llegada del nuevo gobernador de los Países Bajos, el duque de Alba. En 1566 participó en las protestas contra el arresto de calvinistas en Brujas. Reflejó en su arte la agitación religiosa y la iconoclasia de su tiempo. Como calvinista y artista, parece que tenía sentimientos encontrados respecto a la iconoclasia de su grupo religioso: condenaba la idolatría de las imágenes, pero no estaba de acuerdo con la destrucción masiva de imágenes religiosas por parte de los iconoclastas. En 1566 o poco después, creó un grabado denominado Alegoría de la iconoclasia que muestra una cabeza compuesta de un monje en descomposición. La cabeza parece surgir de un afloramiento rocoso. Una miríada de pequeñas figuras pululan por las rocas. Representan 22 escenas diferentes que se indicaban con claves alfabéticas que no han sobrevivido. Dentro de la boca abierta se celebra una misa diabólica. Sobre la cabeza se sienta una figura parecida a un papa bajo un dosel en un trono rodeado de obispos y monjes. En los pentagramas se fijan indulgencias y rosarios y se celebran diversos rituales y procesiones que están marcados con letras. En primer plano, los iconoclastas protestantes rompen retablos, esculturas religiosas y otros objetos relacionados con la iglesia y los arrojan al fuego. El grabado es una condena de la idolatría católica en todas sus formas y muestra a los calvinistas limpiando el mundo de este mal percibido. Se cree que Gheeraerts siguió este grabado con otros políticamente contaminados, lo que dio lugar en 1568 a un proceso judicial por producir caricaturas del Papa, el rey y el catolicismo.

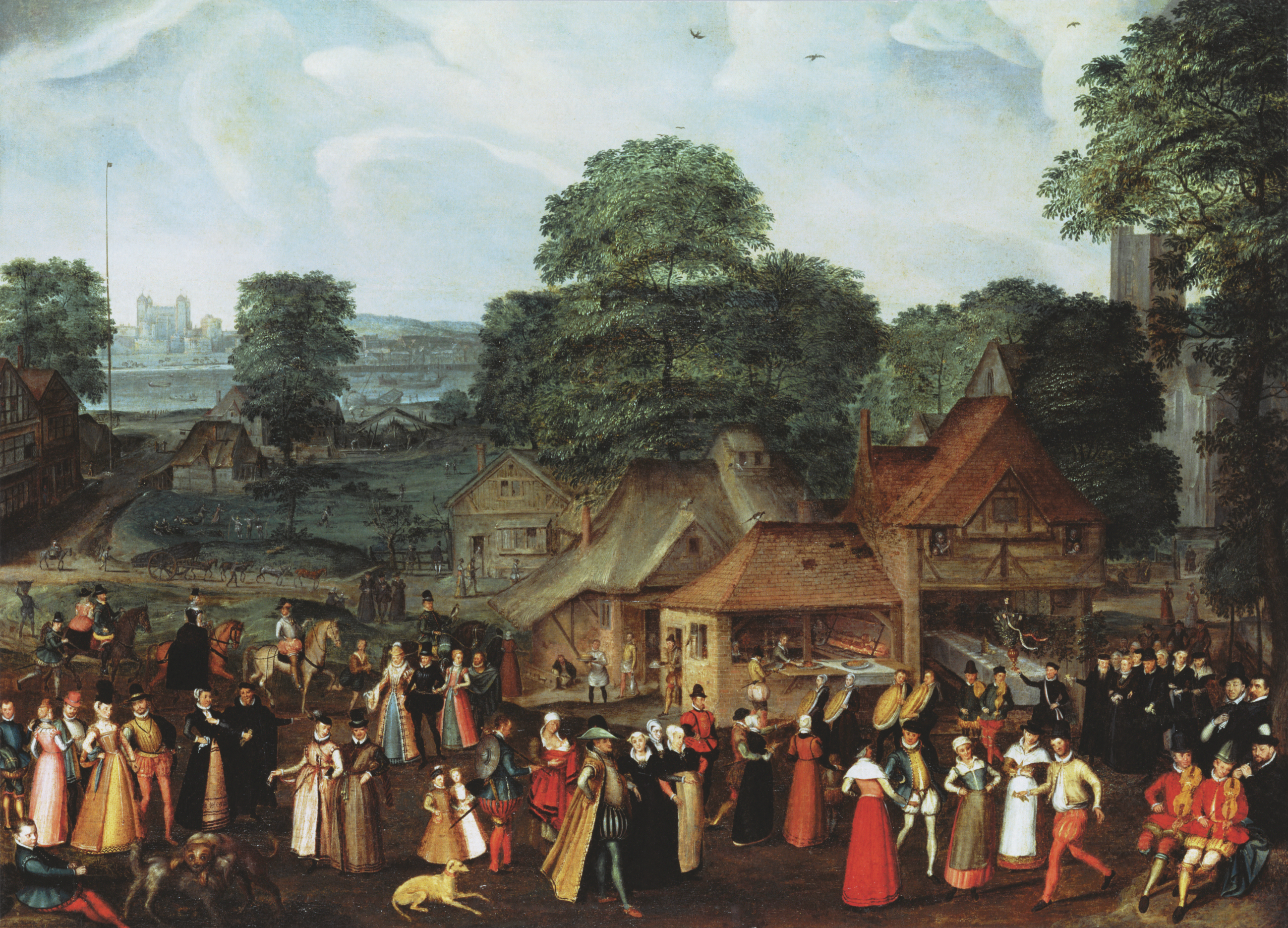
Fiesta en Bermondsey

Por temor a ser condenado a muerte en el proceso penal en su contra, Gheeraerts huyó en 1568 a Inglaterra con su hijo Marcus y su ayudante de taller Philipus de la Valla. Su esposa e hija permanecieron en Brujas. El veredicto en su caso fue pronunciado a fines de 1568. Fue condenado y el castigo fue el destierro permanente y la confiscación de toda su fortuna.
Gheeraerts se instaló en Londres a su llegada a Inglaterra en 1568. Se reunió con su hija en mayo de 1571, probablemente tras la muerte de su madre. Tras la muerte de su esposa en Brujas, el artista se casó en Inglaterra con su segunda esposa, Sussanah de Critz. Su esposa era hermana del pintor de la reina Isabel I, John de Critz, otro pintor flamenco que había huido a Inglaterra. La pareja tuvo dos hijas y un hijo. La única hija que sobrevivió hasta la edad adulta, Sarah, se casó más tarde con el famoso iluminador inglés de origen francés Isaac Oliver. Al igual que antes en Brujas, Gheeraerts realizó dibujos y grabados y continuó su actividad pictórica. Como había una gran demanda de retratos en Inglaterra, Gheeraerts empezó a pintar retratos, cosa que no había hecho mientras estaba en Flandes.
Los historiadores del arte no se ponen de acuerdo sobre si Gheeraerts regresó a su Flandes natal hacia 1577 para continuar su carrera en Amberes. En 1577, un "Pintor Mercus Geeraert" se inscribió como maestro en el Gremio de San Lucas de Amberes y pagó los derechos de inscripción para los años 1585 y 1586. No está claro si este Mercus se refería a Marco el Viejo o a Marco el Joven. Algunos historiadores del arte creen que Marco el Viejo se inscribió en el gremio de Amberes para poder trabajar legalmente con los impresores de Amberes para las publicaciones en las que trabajaba. Otros creen que realmente trabajó en Amberes y señalan las diversas publicaciones impresas en Amberes en las que colaboró.
Marcus Gheeraerts tuvo varios alumnos durante su carrera. En 1563, Melchior d'Assoneville, de 13 años, se convirtió en aprendiz de Gheeraerts en Brujas. Melchior d'Assoneville se convirtió más tarde en escultor y pintor decorativo y, mientras vivía en Malinas, fue el maestro de Hendrik Faydherbe. Su ayudante en el taller, Philipus de la Valla, que huyó con él a Inglaterra, pudo ser también alumno de Gheeraerts, aunque en los registros contemporáneos se le menciona a veces como sirviente. No es seguro que Marco Gheeraerts el Viejo fuera el maestro de su hijo Marco el Joven. Hay diferentes opiniones al respecto, pero es probable que lo fuera, pero que su hijo también se formara con otros artistas, entre los que podrían encontrarse otros emigrantes flamencos en Inglaterra, como Lucas de Heere y John de Critz.
Se desconoce la fecha de la muerte de Gheeraerts pero debió ser antes de 1599.

## Obra

### General

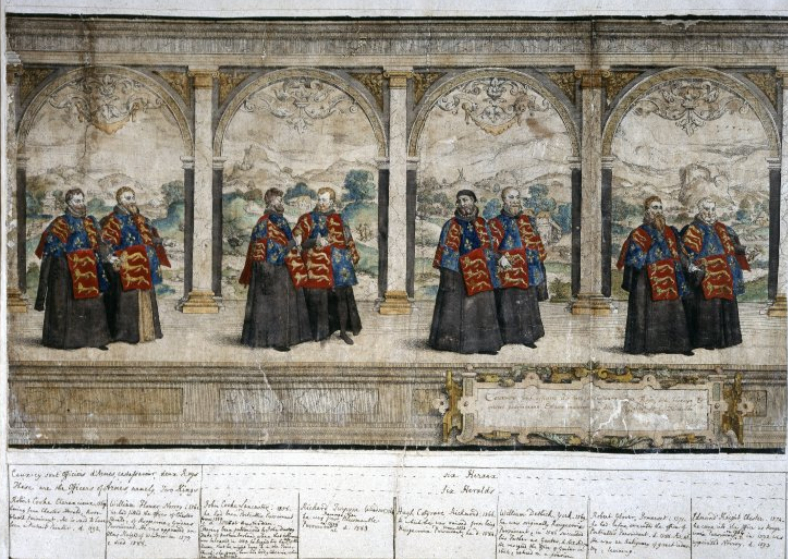
Procesión de los Caballeros de la Jarretera

Gheeraerts fue pintor, dibujante, diseñador de grabados, grabador y diseñador ornamental. Como muchas de sus pinturas se perdieron como resultado de la iconoclasia del siglo XVI, ahora es conocido principalmente por su trabajo como grabador y diseñador de grabados. Fue un gran innovador y experimentó con el aguafuerte en una época en la que la xilografía y el grabado eran técnicas dominantes. Por ejemplo, su vista de pájaro de la ciudad de Brujas de 1562 se grabó en 10 placas diferentes, y el mapa resultante mide 100 x 177. cm. 

### Cuadros
Se han atribuido muy pocos cuadros a Gheeraerts con mucha certeza. No firmó ninguno de sus cuadros. Está documentado que terminó el tríptico de la Pasión de Cristo que había comenzado el destacado pintor Bernard van Orley. El tríptico fue dañado posteriormente durante el periodo de la iconoclasia y repintado en gran parte en 1589 por Frans Pourbus el Joven durante los trabajos de restauración. En el estado actual de la obra, no está claro qué partes fueron pintadas por cada pintor. Se ha sugerido que Bernard van Orley comenzó el centro del panel y que Marcus Gheeraerts completó las zonas exteriores. Una réplica de la escena de La lamentación de Cristo apareció en el mercado del arte (venta de Hampel Fine Art del 27 de junio de 2019, lote 551) y fue atribuida a Gheeraerts. Otra versión de la Lamentación también atribuida a Gheeraerts se encuentra en la iglesia de Saint Amands de Geel.

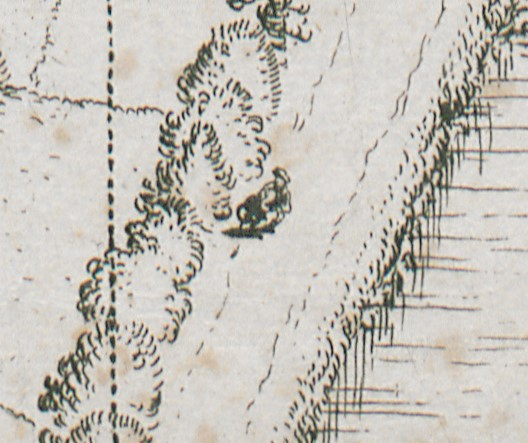
Mujer orinando del mapa de Brujas

El panel del Cristo triunfante (museo Memling en el antiguo hospital de San Juan de Brujas) se ha atribuido a Marcus Gheeraerts. El Lázaro y el hombre rico (Museo del Convento Catarí de Utrecht) se ha atribuido a Gheeraerts, pero esta atribución no es indiscutible.
Gheeraerts el Viejo era conocido como retratista. La atribución tradicional a Gheeraerts del <i id="mwog">Retrato de Isabel I de Inglaterra</i>, también conocido como el retrato de la Paz, sigue siendo motivo de controversia. El monograma "MGF". en el retrato puede aplicarse tanto a Marcus Gheeraerts el Viejo como a su hijo Marcus el Joven. Algunos historiadores del arte lo consideran una colaboración de padre e hijo Gheeraerts. También se ha atribuido a Gheeraerts un <i id="mwpQ">Retrato del príncipe Guillermo I de Orange</i> ( Castillo de Blair, Escocia). 
Dos obras que representan celebraciones, la Fiesta en Bermondsey y Una fiesta de pueblo (Hatfield House, Herefordshire), Inglaterra), anteriormente atribuidas al artista flamenco Joris Hoefnagel, fueron atribuidas a Marcus Gheeraerts el Viejo en 2015. Una inscripción en el primer cuadro indica que fue pintado por encargo del comerciante flamenco Jacob Hoefnagel, hermano de Joris Hoefnagel y residente en Londres. La inscripción también menciona que Jacob Hoefnagel quería que el cuadro representara todas las modas que se podían ver en Inglaterra. Gheeraerts siguió esta instrucción representando las figuras con trajes de Inglaterra, Francia, Venecia y otros países europeos. Estos trajes se basaron en una publicación con diversos trajes recopilada e ilustrada por el artista flamenco emigrado Lucas de Heere. Se cree que ambos cuadros representan celebraciones matrimoniales. El lugar de la Fiesta es la orilla del Támesis, mientras que el Festival se sitúa en un paisaje imaginario. En ambos cuadros, una procesión avanza de derecha a izquierda encabezada por dos hombres que llevan grandes pasteles ovalados, dos violinistas y un hombre que lleva un jarrón con romero atado con cintas. Los rostros de las figuras están representados con precisión y probablemente sean retratos de miembros de la comunidad flamenca en Inglaterra. Es posible que las pinturas tuvieran como objetivo mostrar la dignidad y la piedad de la comunidad flamenca emigrada a Inglaterra y afirmar su lugar en su país de adopción. Se cree que el hombre que mira al espectador que aparece en ambos cuadros es un autorretrato del artista Gheeraerts.

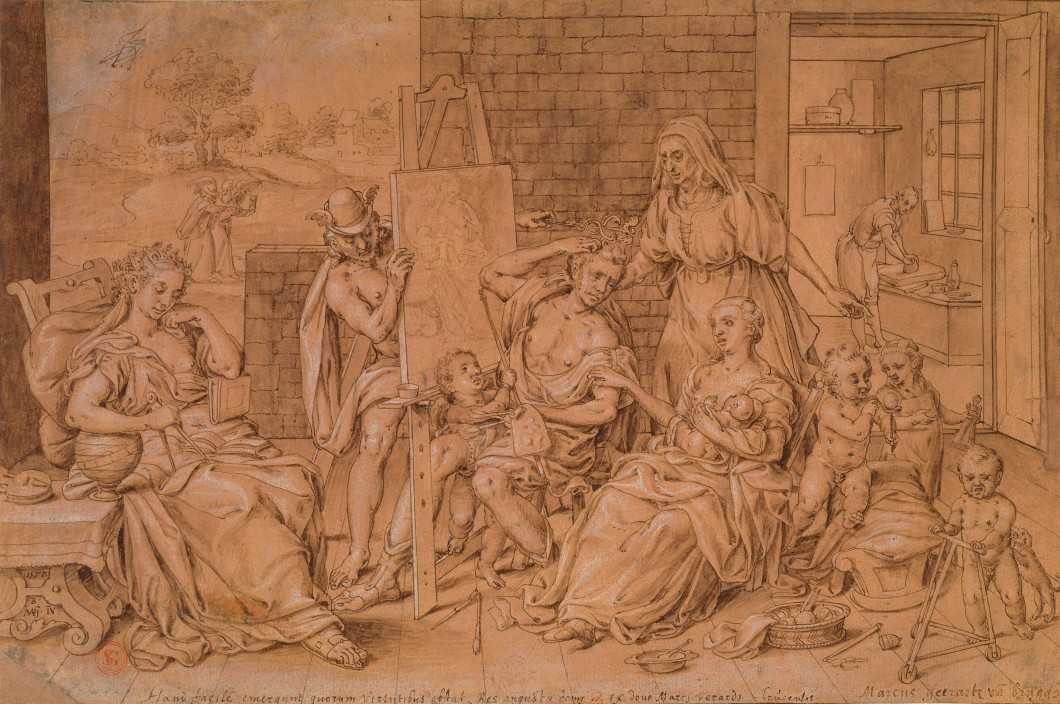
El desafortunado pintor y su familia.

Karel van Mander escribió en su Schilderboeck de 1604 que Gheeraerts era un buen pintor de paisajes, que "a menudo tenía la costumbre de incluir a una mujer orinando en cuclillas en un puente o en otro lugar".  Un detalle similar se ve en una de sus ilustraciones de fábulas y su mapa de Brujas.  Actualmente no se le atribuye ningún cuadro de paisaje de la mano de Gheeraerts, pero algunas de sus obras, como la Fiesta, el Festival y el Cristo Triunfante, contienen importantes elementos paisajísticos.
La descripción de la colección de arte de Cornelis van Hooghendorp realizada a finales del siglo XVI incluía cinco cuadros de Gheeraerts. Entre ellos figuraban un paisaje con vacas, una representación alegórica con una "escena de la noche en que el diablo sembró la mala semilla", una representación de María en la huida a Egipto y dos pinturas sobre pergamino. En 1563, Marcus Gheeraerts también pintó un tríptico para la iglesia de los frailes menores recoletos de Brujas.
El estilo de pintura de Gheeraerts fue influenciado inicialmente por Bernard van Orley. Después de 1565 siguió el estilo italiano de pintura del destacado pintor de historia de Amberes Maerten de Vos. Su estilo pictórico se acerca aún más al del poco conocido Vincent Sellaer.

### Obras impresas
Gheeraerts trabajó como grabador y diseñador de grabados durante su estancia en Flandes y en Inglaterra. Los grabados más conocidos que realizó antes de marcharse a Inglaterra son el Mapa de Brujas, la Alegoría de la iconoclasia (ambos comentados anteriormente) y el emblemático libro de fábulas De warachtighe fabulen der dieren (Las verdaderas fábulas de los animales).

#### La fábula de los animales

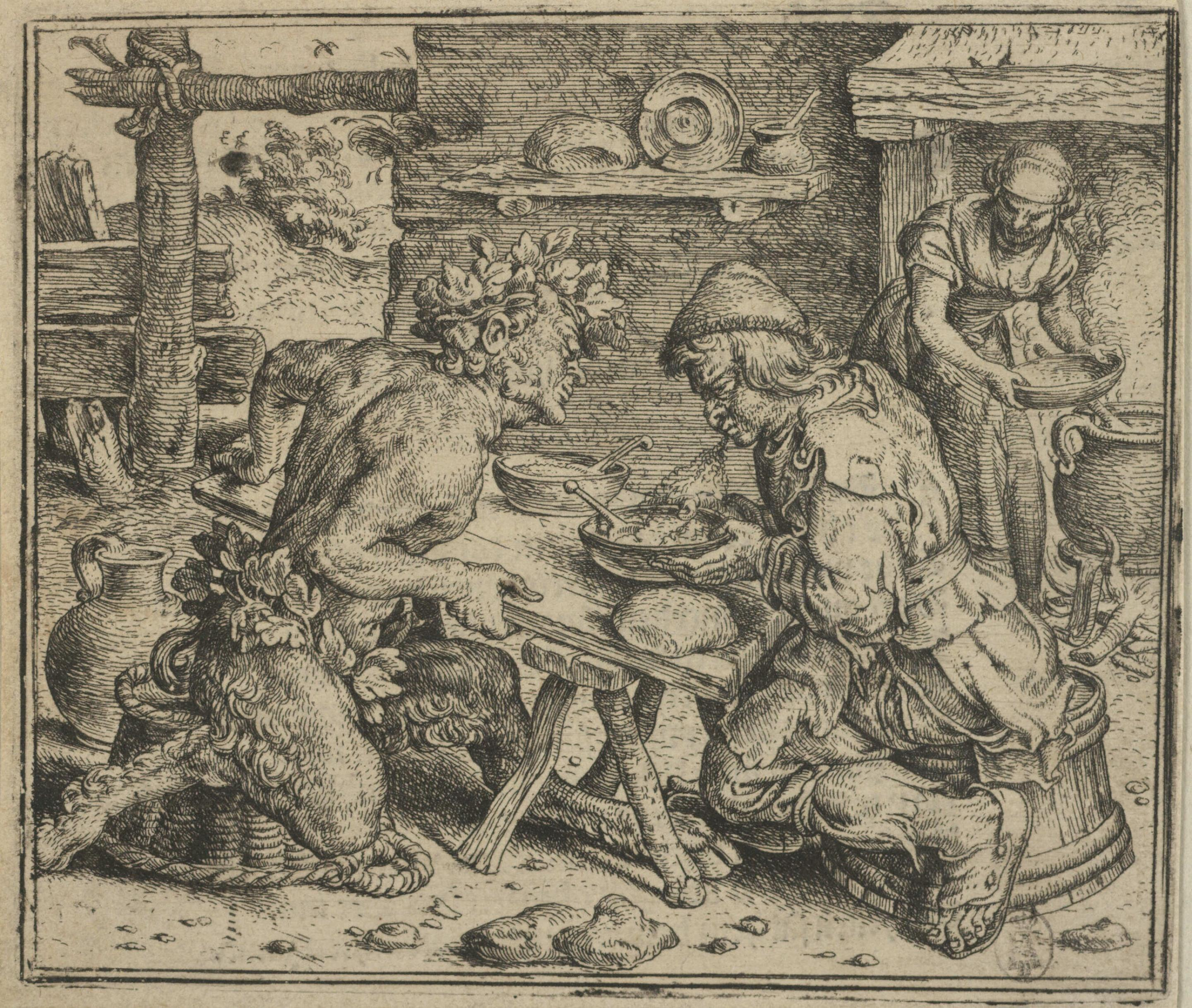
El sátiro y el campesino, de De warachtighe fabulen der dieren

Este libro fue publicado en 1567 en Brujas por Pieter de Clerck. Marcus Gheeraerts grabó la portada y las 107 ilustraciones de cada fábula que su amigo, Edewaerd de Dene, había escrito en su verso local flamenco. Gheeraerts inició y financió la publicación, que se imprimió con los más altos estándares de su época como un objeto de lujo con tres tipos de letra diferentes. Cada fábula ocupa dos páginas enfrentadas: en la izquierda aparece la ilustración encabezada con un proverbio o refrán y algún verso debajo, mientras que en la derecha se cuenta la fábula y su moraleja. Fue el primer libro de fábulas emblemático y marcó una tendencia para libros similares.
La fuente principal del texto del libro fueron Les fables du très ancien Ésope escritas por el humanista francés Gilles Corrozet y publicadas en París en 1542. Una segunda fuente fue Aesopi Phrygis et aliorum fabulae, una colección de fábulas en latín que se publicó en las imprentas de Amberes de Christophe Plantin en varias ediciones a partir de 1660. Una tercera fuente de las fábulas son los escritos de historia natural, como Der Naturen Bloeme (La flor (es decir, la elección) de la naturaleza), una enciclopedia de historia natural de los Países Bajos medios, escrita en el siglo XIII por el escritor flamenco Jacob van Maerlant, y la compilación de historia natural en neerlandés Der Dieren Palleys (El palacio de los animales), publicada en Amberes en 1520. Una última fuente de las fábulas son los libros de emblemas contemporáneos, como los Emblemata de Andrea Alciato y un emblema de Joannes Sambucus. Las ilustraciones realizadas por Bernard Salomon para una edición de las fábulas de Esopo publicada en Lyon en 1547 y una edición alemana con grabados de Virgil Solis publicada en Frankfurt en 1566 fueron la base de los motivos de Gheeraerts. Dotó a sus temas de un mayor naturalismo que estos artistas. Una treintena de imágenes fueron invención de Gheeraerts.
Gheeraerts añadió otras 18 ilustraciones y una nueva portada para una versión francesa de las Fabulen que se publicó en 1578 con el título Esbatement moral des animaux. Al año siguiente se publicó una versión en latín, Mythologia ethica, con una portada probablemente basada en un dibujo de Gheeraerts. Las planchas de cobre se utilizaron en libros hasta bien entrado el siglo XVIII y la serie de fábulas fue copiada por artistas de toda Europa. Gheeraerts también grabó una segunda serie de 65 ilustraciones para el libro de fábulas Apologi Creaturarum, que se publicó en Amberes en 1584. Sin embargo, los grabados eran más pequeños que los de la primera serie y este libro nunca alcanzó la misma popularidad que el original. Las imágenes de Gheeraerts también se utilizaron en publicaciones hasta el siglo XVIII en la República Holandesa, Alemania, Francia y Bohemia

## Libros de referencia
- Reginald Lane Poole (Sra. ): Marcus Gheeraerts, Padre e hijo, pintores, The Walpole Society, 3 (1914), 1–8.
- Arthur Ewart Popham: Los grabados de Marcus Gheeraerts the Elder, Print Collector's Quarterly, 15 (1928), 187–200.
- Albert Schouteet, De zestiende-eeuwsche schilder en graveur Marcus Gerards, Bruges, Druk. A. y L. Fockenier 1941.
- Edward Hodnett: Marcus Gheeraerts el Viejo de Brujas, Londres y Amberes, Utrecht (Haentjens Dekker & Gumbert) 1971.
- William B. Ashworth: Marcus Gheeraerts y la conexión esopica en la ilustración científica del siglo XVII, Art Journal', 44 (1984), 132–138.
- Eva Tahon: Marcus Gheeraerts the Elder, en: MPJ Martens (red. ), Brujas y el Renacimiento: Memling to Pourbus, Brujas (Stichting Kunstboek / Ludion) 1998, 231–238.
- Mikael Lytzau Forup: 125 fabler med illustrationer af Marcus Gheeraerts den Ældre [Danés: 125 fábulas con ilustraciones de Marcus Gheeraerts the Elder], Odense (University Press of Southern Denmark) 2007. (El libro presenta la serie completa de Esopo de Gheeraerts de 125 ilustraciones de fábulas y 3 páginas de título. )